# Carl Lüthje
Carl August Gustav Lüthje (Zarpen, 22 de janeiro de 1883, 1969) foi um ciclista alemão que competia em provas de estrada.

## Carreira
Participou em duas competições de ciclismo, representando a Alemanha nos Jogos Olímpicos de Verão de 1912, realizados em Estocolmo, na Suécia.